# No Heavy Petting
No Heavy Petting är det brittiska rockbandet UFOs femte studioalbum, utgivet 1976. Detta var keyboardisten Danny Peyronels första och enda medverkan på ett studioalbum med UFO.

## Låtlista
Samtliga låtar skrivna av Michael Schenker och Phil Mogg, om inte annat anges.
1. "Natural Thing" (Phil Mogg/Michael Schenker/Pete Way) - 3:59
2. "I'm a Loser" - 3:50
3. "Can You Roll Her" (Phil Mogg/Gregg Parker/Danny Peyronel) 2:56
4. "Belladonna" - 4:28
5. "Reasons Love" - 3:15
6. "Highway Lady" (Danny Peyronel) - 3:46
7. "On With the Action" - 5:00
8. "A Fool in Love" (Frankie Miller) - 2:46
9. "Martian Landscape" (Phil Mogg/Gregg Parker/Danny Peyronel) - 5:05 
Bonuslåtar på 2008 års remastrade version
10. "All or Nothing" (Lane/Marriott) - 3:30
11. "French Kisses" (UFO) - 3:07
12. "Have You Seen Me Lately Joan" (Frankie Miller) - 4:00
13. "Do It If You Can" (UFO) - 3:17
14. "All the Strings" (Danny Peyronel) - 5:58

## Medverkande
- Phil Mogg - sång
- Andy Parker - trummor
- Danny Peyronel - keyboard
- Michael Schenker - gitarr
- Pete Way - bas

## Listplaceringar
| Plac. | Land    |
| ----- | ------- |
| 38    | Sverige |
| 169   | USA     |